# المنصورة (ولاية برج بوعريريج)
المنصورة مدينة وبلدية بدائرة المنصورة ولاية برج بوعريريج الجزائرية.

## الموقع الجغرافي
تقع في الجهة الغربية لولاية برج بوعريريج، يحدها شمالًا بلديتي ثنية النصر ومجانة وشرقًا بلدية اليشير وجنوبًا بلدية حمام الضلعة وغربًا بلدية المهير وسيدي إبراهيم. سكان المنصورة هم خليط لثلاث قبائل رئيسية : الحمراء ومزيطة والمنصورة. تضم قبيلة الحمراء أربع قبائل رئيسية وهي المزيرعة والحمراء وأولاد عباس والزيتون. تضم قبيلة المنصورة ثلاث قبائل رئيسية وهي الجغاليل وتيغيلت والدشرة. أما قبيلة مزيطة فهي تضم : قرية الزنونة وسيدي مخلوف والبور وأولاد عثمان وتيزي قلعة وأولاد عيشة وبوقطن واربيعة وبوقابة وبوجبهة وإيغيل. تشتهر المنصورة بزراعة نبات التين الشوكي أو الصبار (الهندي) نظرا لأن درجة الحرارة مرتفعة وهي تساعد على نموه ونضوجه حيث يتميز بالطعم الذيذ مقارنة بباقي بلديات الوطن. كما يقوم بعض السكان بزراعة القمح والشعير وبعض أشجار الزيتون.

## أهم الموارد الاقتصادية
- شركة (GRAFIL) : أول شركة جزائرية مختصة في تصنيع الشبابيك بمختلف أنواعها
- ورشات تصنيع الجوارب : في المنصورة عدة ورشات لتصنيع الجوارب والاحذية وهي تمول مختلف الولايات.
- حمام الدشرة : حمام معدني طبيعي ينبع بالماء الحار وهو مفيد للجسم.
- غابة واد مسيسي : غابة طبيعية متنوعة تحتوي على كل أنواع الأشجار والطيور والحيوانات بها واد يسيل تقريبا طوال أيام السنة.
- حقول الهندي : تنتشر بقرى أولاد عيشة واربيعة والمزيرعة وله طعم لذيذ وحجم كبير.
- منطقة تالامكراز : منطقة جبلية وعرة تقع فوق قرية الحمراء وقعت فيها معركة الرفراف المشهورة وهي منطقة غنية بالمعادن منح جزء منها للمستثمر الجزائري يسعد ربراب لإقامة مصنع للرمل المطحون.

## رؤساء بلدية المنصورة
مر على رئاسة بلدية منصورة عدة أميار.
- بوعون أحمد مندوب خاص معين من طرف جيش التحرير الوطني بعد الاستقلال
- عبد الحميد بن ناصر : الملقب بـ (زيزي) وهو أقدم وأول رئيس بلدية، وصل البلدية عن طريق جبهة التحرير .
- بوداش اعمر وصل عن طريق جبهة التحرير الوطني .
- بوشمال محمد النذير وصل عن طريق جبهة التحرير الوطني .
- جودي محمد وصل عن طريق جبهة التحرير الوطني .
- فيتاس محمد المسعود : وصل البلدية عن طريق جبهة التحرير.
- لخضر حملات : حكم بلدية المنصورة لمدة عهدتين أي عشر سنوات ووصل إلى البلدية عن طريق حزب التجمع الوطني الديموقراطي.
- علي تواتي : وصل البلدية عن طريق جبهة التحرير.
- منصوري أحمد:يحكم بلدية المنصورة للعهدة الثانية وصل عن طريق جبهة التحرير الوطني

## مقاومة الاستعمار الفرنسي
المنصورة من بين أشهر البلديات مقاومة للعدو الفرنسي حيث تمت على أرضها معركة الرفراف الشهيرة كما أن العقيد عميروش آيت حمودة إتخذ من المنصورة منطقة عبور للمجاهدين.

## شخصيات من مدينة المنصورة
- عبد الحميد بن هدوقة : أديب جزائري غني عن التعريف ولد ببلدية المنصورة.
- سعيد قرني عيسى جبير : عداء جزائري عالمي وهو صاحب الميدالية البرونزية في أولمبياد سيدني 2000 في سباق 800 م، والده زين العابدين سعيد قرني ولد ببلدية المنصورة.

## ميزات مدينة المنصورة
- حطمت المنصورة الرقم القياسي في عدد المساجد حيث تحصي دائرة المنصورة أربعين مسجدا وهي بذلك مرتبة في المرتبة الأولى على مستوى ولاية برج بوعريريج.

جني الزيتون في المنصورة
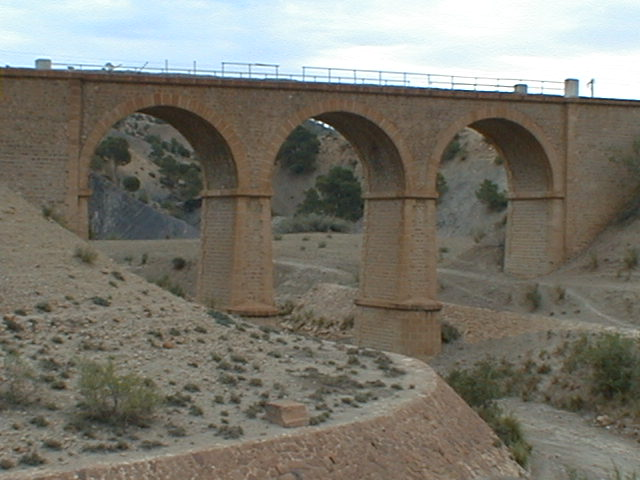
جسر من الحقبة الاستعمارية بالمنصورة
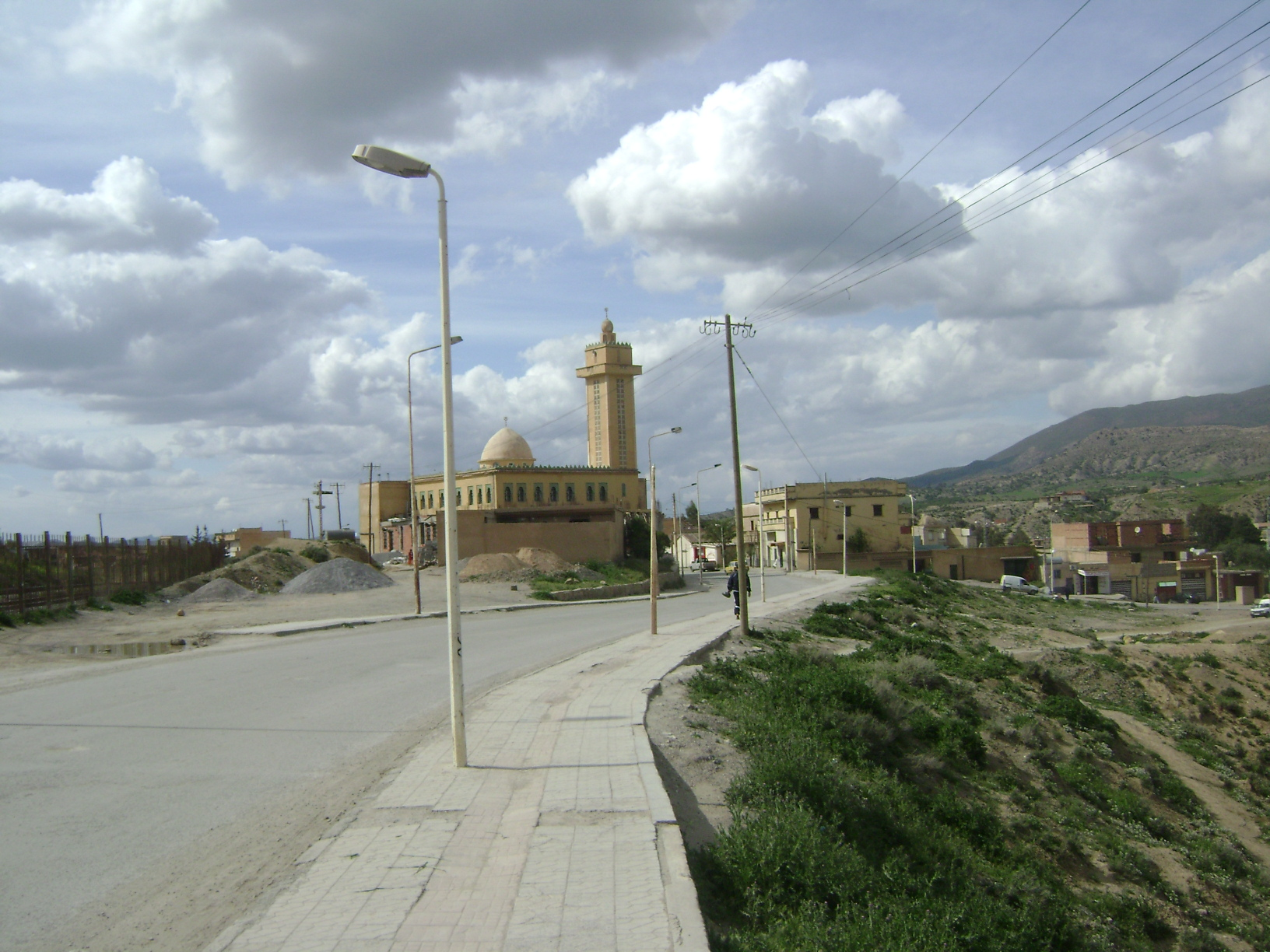
مسجد على ابن أبي طالب بالمنصورة

## وصلات خارجية
صور لمدينة المنصورة